# Pervin Chakar
Pervin Chakar (nacido Pervin Çakar, en Mardin, el 19 de junio de 1981) es una cantante de ópera kurda procedente de Turquía. Tras haberse formado como cantante en Turquía e Italia, actualmente reside en Alemania.

## Temprana edad y educación
Chakar nació el 19 de junio de 1981 en el distrito de Derik de la provincia de Mardin, Turquía. Era la primera hija de una familia con cinco hijos. Asistió a la escuela secundaria de bellas artes en Diyarbakır, donde también tomó lecciones de violonchelo.Durante sus estudios en la escuela secundaria, se dedicó a la escritura y con uno de sus cuentos participó en un concurso en Ankara . En la fiesta del concurso cantó la canción Ich Liebe Dich (Te amo) de Ludwig van Beethoven, lo que impresionó a uno de los miembros del jurado, hasta el punto que le regaló un CD de la cantante de ópera Maria Callas. Escuchar a Callas la inspiró a seguir una carrera como soprano.Se graduó con una licenciatura en la Universidad Gazi de Ankara en 2003, y se convirtió en profesora de canto. Decidió continuar sus estudios en Italia en 2004después que un director de ópera italiano la invitó a Italia. Luego se inscribió en la Accademia d'Arte Lirica en Osimo donde estudio entre 2004 y 2005.Entre 2006 y 2008 estudio en la Accademia Internazionale Musicale de Perugia con Sergio Borchetti.En 2008 se graduó con una maestría del Conservatorio F. Morlacchi en Perugia.

## Carrera profesional
Durante su estancia de once años en Italia actuó por primera vez en el Rosetum en Milán en 2006. Posteriormente cantó como Rosina en El barbero de Sevilla, Titania en El sueño de una noche de verano de William Shakespeare o Megacles en L'Olympiade de Josef Mysliveček. Ha cantado en varios idiomas de la antigua Mesopotamia, como armenio, kurdo, zazaki e interpretó canciones populares kurdas del compositor armenio otomano Komitas Vartabend para su 150 aniversario en la sala de conciertos Cemal Reşit Rey de Estambul.Desde 2016 vive en Baden-Baden, Alemania.En 2023 dio un concierto en la Ópera de Süreyya al que atendieron políticos tanto del Partido Popular por la Igualdad y la Democracia (HEDEP) como del Partido Republicano del Pueblo (CHP).

### Sobre cantar en lengua kurda
Sólo en 2011 decidió aprender el idioma kurdo, después de haber sido confrontada con noticias sobre un ataque aéreo en Roboski en el que varios aldeanos kurdos fueron asesinados y confundidos con militantes del Partido de los Trabajadores del Kurdistán (PKK). Posteriormente aprendió canciones de cantantes kurdos y se convirtió en una firme defensora de la actuación en idioma kurdo y también compuso una melodía para el poema kurdo Qimil de Musa Anter.